# Mathias Abel
Mathias Abel est un footballeur allemand, né le 22 juin 1981 à Kaiserslautern en Allemagne. Il évoluait  comme défenseur et termine sa carrière en 2014, actuellement il siège au conseil d'administration du FC Kaiserslautern .

## Biographie
Dans sa jeunesse Mathias Abel joue au FC Kaiserslautern, en 1998 il évolue à l'Eintracht Bad Kreuznach puis s'engage en 2001 avec le Borussia Dortmund où il joue avec les équipes amateurs.
En 2002 il se rapproche de sa région natale et s'engage au FSV Mayence qui évolue en deuxième division allemande. Il devient rapidement titulaire, d'abord en défense centrale puis comme arrière droit. Une blessure l'écarte des terrains en 2014, lorsque Mayence est promu en Bundesliga il retrouve sa place de titulaire. Lors de la saison 2005-2006 il perd sa place de titulaire à cause de problèmes de blessures au dos. Il rejoint ensuite le FC Schalke 04 avec qui il avait signé son contrat en 2005, durant la saison 2006-2007 il ne jouera qu'une seule fois et sera prêté au Hambourg SV.
A Hambourg il ne totalisera que neuf matchs, le club ne le gardera pas et il retourne à Schalke, malheureusement à cause d'une Rupture de ligament croisé il ne jouera pas durant la saison 2007-2008.
La saison suivante Abel retourne au FC Kaiserslautern, et à la suite d'une nouvelle blessure il ne jouera que deux années plus tard. Lors de la saison 2010-2011 il réussit à s'imposer en défense et porte même le brassard de capitaine lors de la 26e journée. Après la saison 2012-2013, Kaiserslautern ne renouvelle pas son contrat, il restera sans club et décide un an plus tard, en 2014, à arrêter sa carrière.

## Carrière

### Clubs
| Saison      | Club              | Pays         | Championnat        | Coupes nationales | Coupes d’Europe |
| ----------- | ----------------- | ------------ | ------------------ | ----------------- | --------------- |
| 2001 - 2002 | Borussia Dortmund | Bundesliga   | -                  | -                 | -               |
| 2002 - 2003 | FSV Mayence       | Bundesliga 2 | 23 matchs / 1 but  | 1 match           | -               |
| 2003 - 2004 | FSV Mayence       | Bundesliga 2 | 18 matchs          | 1 match           | -               |
| 2004 - 2005 | FSV Mayence       | Bundesliga   | 24 matchs / 3 buts | 1 match           | -               |
| 2005 - 2006 | FSV Mayence       | Bundesliga   | 20 matchs          | 1 match           | -               |
| 2006 - 2007 | Schalke 04        | Bundesliga   | 1 match            | 3 matchs          | -               |
| 2006 - 2007 | Hambourg SV       | Bundesliga   | 7 matchs           | -                 | -               |
| 2007 - 2008 | Schalke 04        | Bundesliga   |                    | -                 | -               |
| 2008 - 2009 | FC Kaiserslautern | Bundesliga 2 |                    | -                 | -               |
| 2009 - 2010 | FC Kaiserslautern | Bundesliga 2 |                    | -                 | -               |
| 2010 - 2011 | FC Kaiserslautern | Bundesliga   | 19 matchs / 2 buts | 1 match           | -               |
| 2011 - 2012 | FC Kaiserslautern | Bundesliga   | 22 matchs          | 2 matchs          | -               |

## Palmarès
Néant